# Amblypsilopus coronatus
Amblypsilopus coronatus är en tvåvingeart som beskrevs av Yang 2003. Amblypsilopus coronatus ingår i släktet Amblypsilopus och familjen styltflugor. Inga underarter finns listade i Catalogue of Life.